# Kateřina Zbortková
Kateřina Zbortková je česká umělkyně, která vystudovala ilustraci a vizuální média na University of the Arts London. V Londýně žila deset let a po ukončení studia v roce 2015 pracovala jako specialistka na rámování v Notting Hillu až do roku 2019, kdy se přestěhovala do Prahy, aby se mohla plně věnovat své umělecké praxi. Zde se připravovala na různé výstavy.
Kateřina ve své tvorbě zkoumá akt vyprávění příběhů napříč množstvím médií a zpracovává palčivá témata v rámci často kýčovitých a surrealistických kompozic. Její tvorba obměňuje poslušnost v absurditu a zároveň okouzluje svou vznešeností.
Ve své tvorbě neustále splétá eklektickou tapisérii nitkami současných afér, které zahrnují psychologické případové studie a sociální komentáře. Ve její tvorbě se přesouvá pozornost k přírodním zákonům a tradicionalismu.

## Obrazy

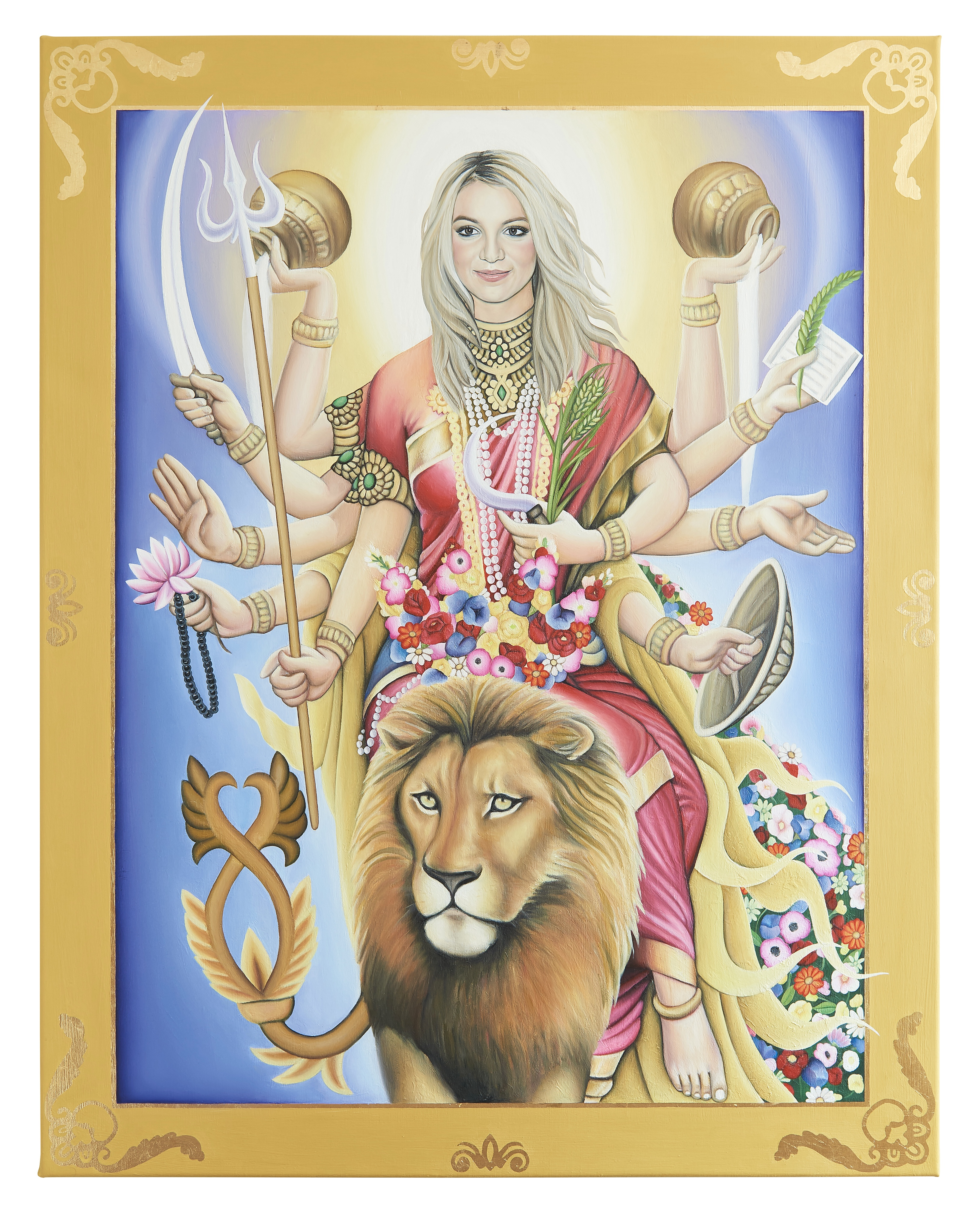
Obraz od umělkyně Kateřiny Zbortkové: Britney na lvu
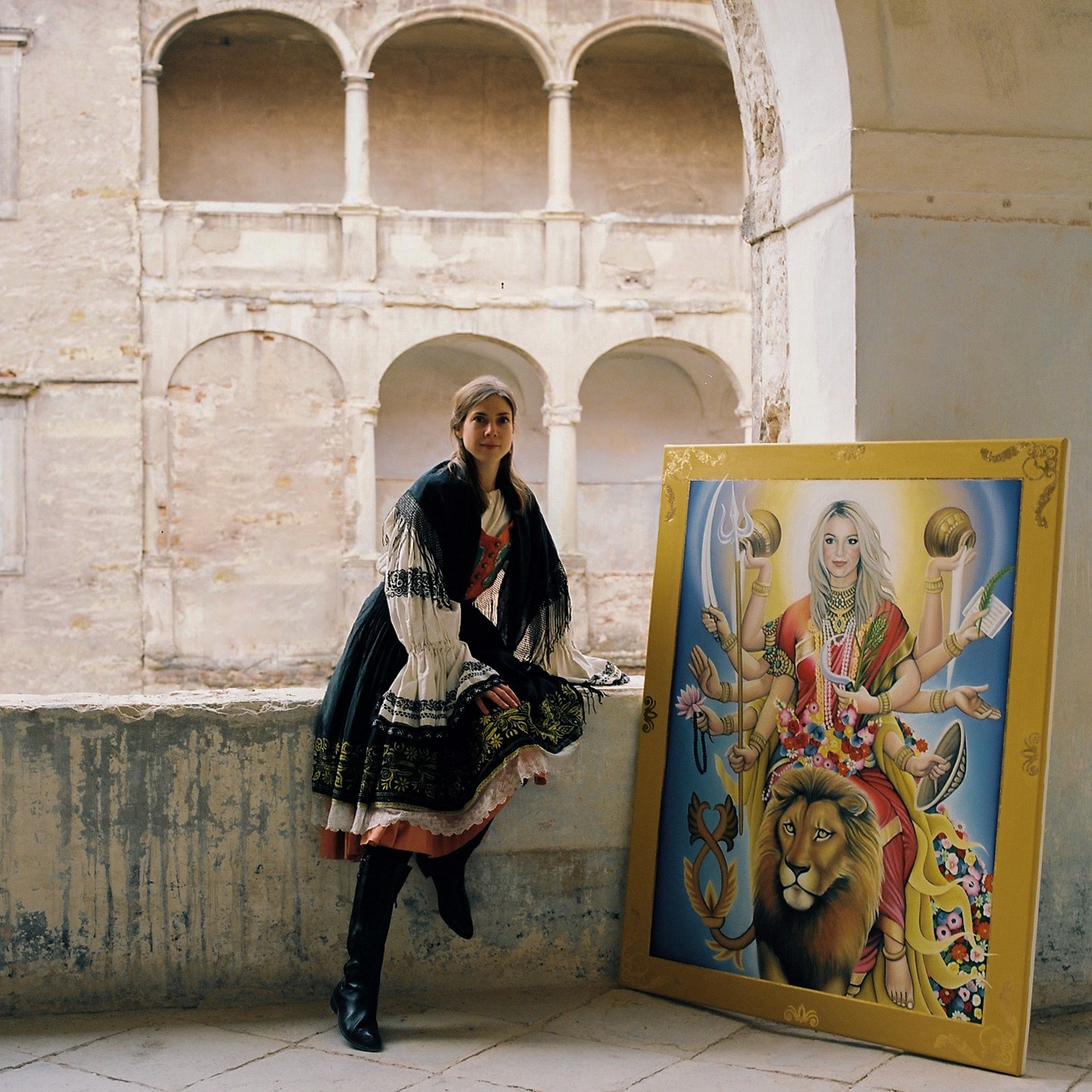
Umění Kateřiny Zbortkové